# Spritz (pâtisserie)
Pour les articles homonymes, voir spritz (homonymie).
Les spritz ou sprits, parfois appelés sablés suédois ou sablés viennois, sont des petits biscuit sablés d'origine allemande, dont la composition et la forme varient selon les traditions.

## Description
Le spritz est un biscuit d'origine allemande remontant au XVIIe siècle. Son nom (du verbe spritzen, « gicler, éclabousser ») vient de son mode de préparation, par pressage d'une poche à douille cannelée qui lui donne aussi sa forme.
En Moselle, en Alsace et en Allemagne, les Spritz traditionnels ont la forme de bâtonnets et sont préparés au moment de Noël. Aux Pays-Bas, ils portent le nom de sprits ou spritskoek, sont légèrement parfumés à la vanille et prennent des formes variées, allongée, ronde ou ovale. On en trouve aussi recouverts pour moitié de glaçage au chocolat, à la façon des Sprits commercialisés par le fabricant belge Delacre, ou surmontés d'une cerise confite.

## Photographies

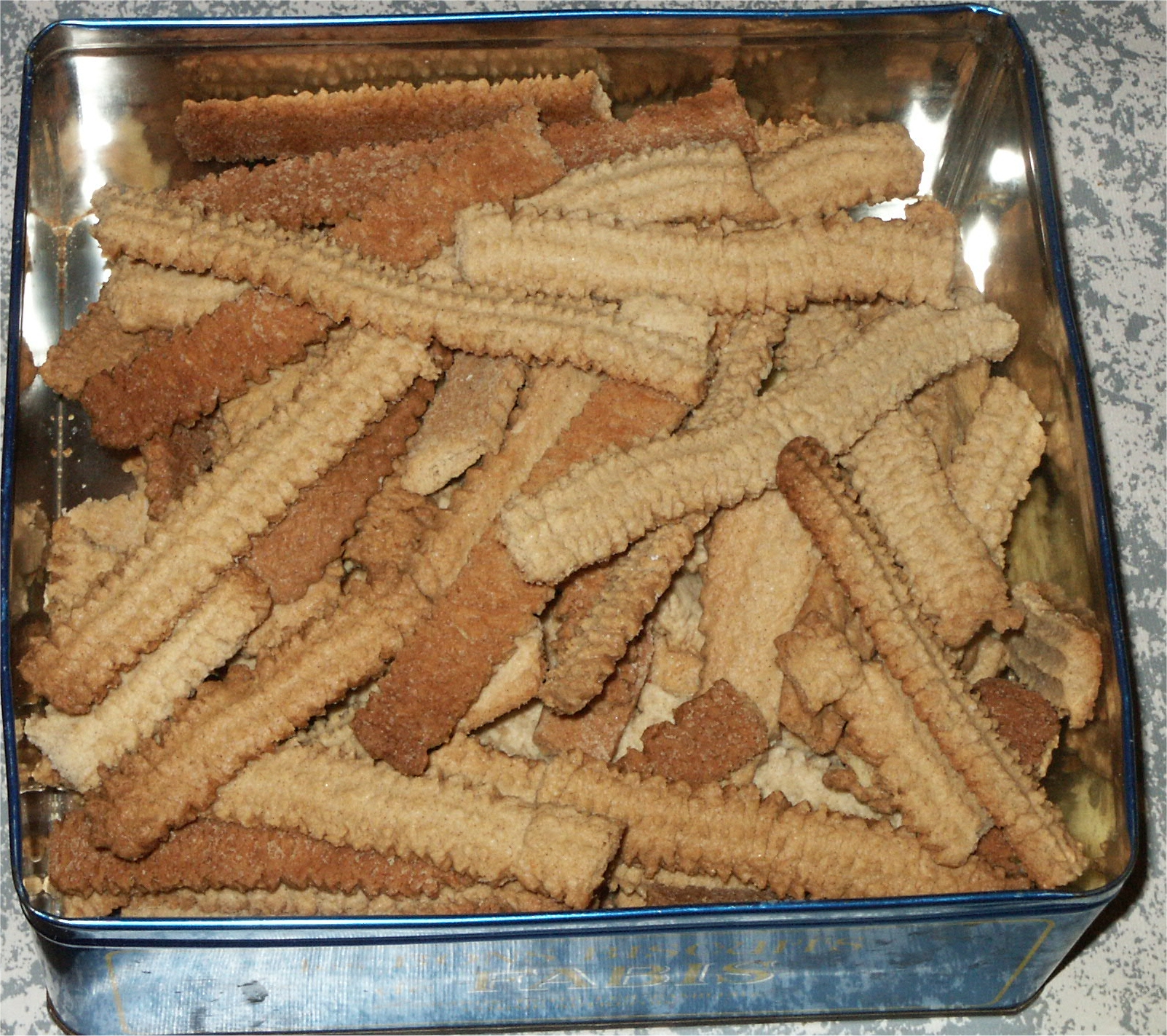
Spritz réalisés avec la recette traditionnelle proposée.
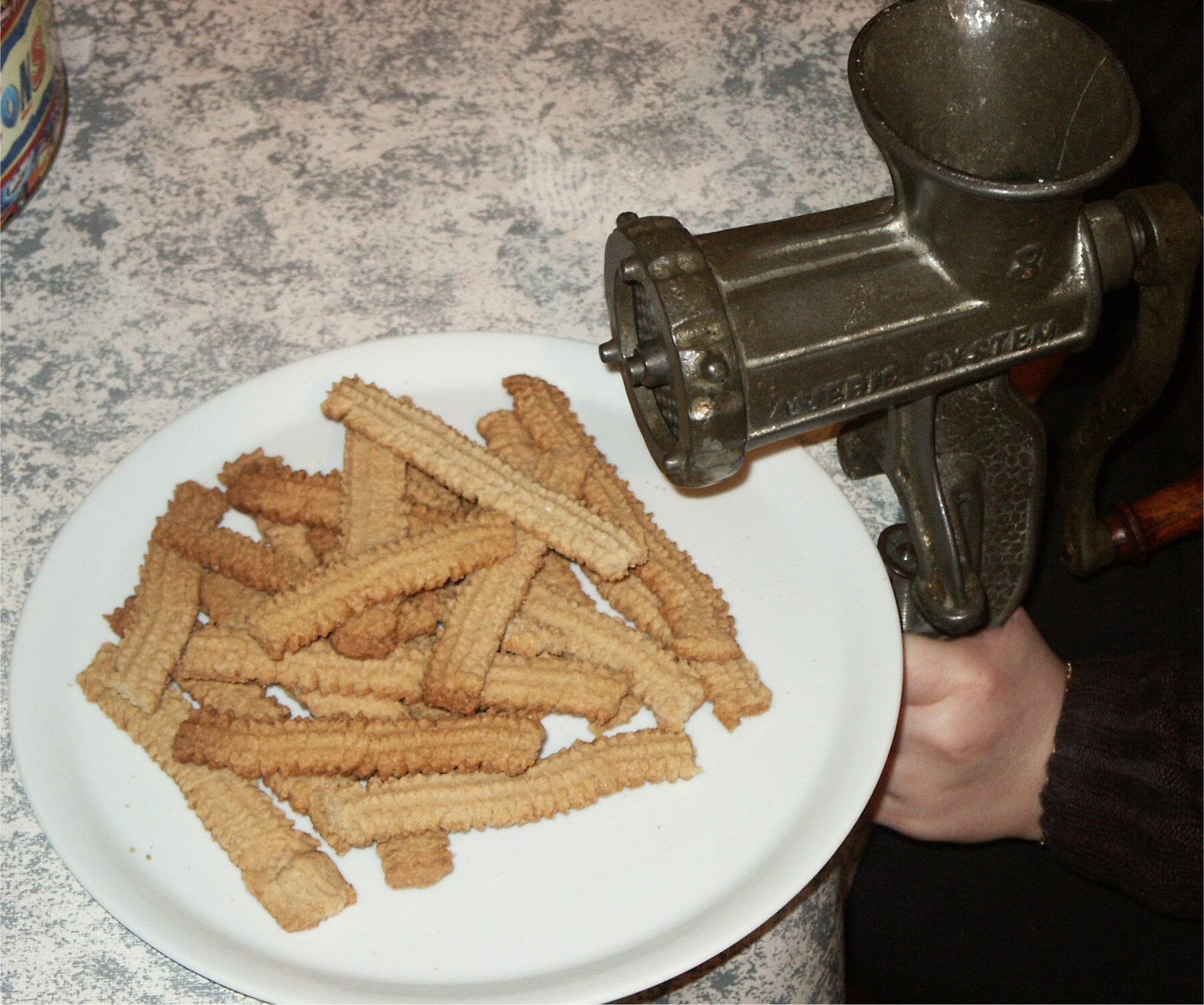
Ancienne machine à viande permettant de réaliser les spritz traditionnels.
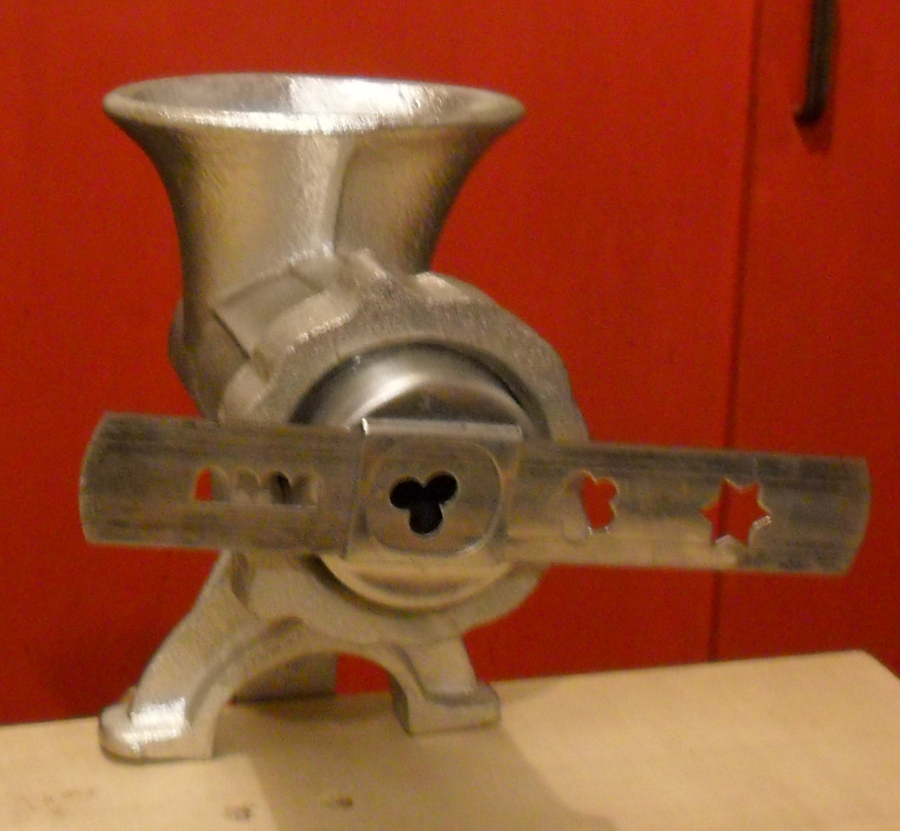
Machine servant à produire des spritz, de face.

## Recette
La recette du spritz traditionnel est disponible sur wikibooks. Elle se compose de farine, de beurre, d'œufs, de sucre et parfois de noix de coco.